# ترنس لوین
ترنس لوین (انگلیسی: Terence Lewin; ۱۹ نوامبر ۱۹۲۰ – ۲۳ ژانویهٔ ۱۹۹۹) دریابُد ناوگان (۵ ستاره) نیروی دریایی پادشاهی بریتانیا بود، که در فاصله سال‌های ۱۹۷۹ تا ۱۹۸۲ به‌عنوان نهمین رئیس ستاد دفاع بریتانیا فعالیت می‌کرد.
لوین فعالیت نظامی را از سال ۱۹۳۹ در نیروی دریایی بریتانیا آغاز کرد و تا پیش از سال ۱۹۷۱ فرماندهی شناورهای اچ‌ام‌اس کرونا، اچ‌ام‌اس اورچین، اچ‌ام‌اس تنبی و اچ‌ام‌اس هرمس را برعهده داشت. 
او از ۱۹۷۱ تا ۱۹۷۳ جانشین فرمانده نیروی دریایی بریتانیا بود، از ۱۹۷۳ تا ۱۹۷۵ به‌عنوان فرمانده کل ناوگان بریتانیا فعالیت می‌کرد، از ۱۹۷۵ تا ۱۹۷۶ فرماندهی داخلی نیروی دریایی بریتانیا را برعهده داشت و از ۱۹۷۷ تا ۱۹۷۹ لرد نخست دریا (فرمانده نیروی دریایی سلطنتی بریتانیا) بود.
وی در جنگ جهانی دوم و جنگ فالکلند حضور داشت و در سال ۱۹۸۲ پس از ۴۳ سال خدمت از نیروهای مسلح بریتانیا بازنشسه شد.